# ANS (box set)
ANS (znany też jako COILANS) to box set nagrań Coil. Wszystkie utwory powstały przy pomocy niezwykłego instrumentu, fotoelektrycznego syntezatora ANS, zbudowanego w 1938 roku przez inżyniera Jewgienija Murzina i przechowywanego do dziś w Centrum Teremina przy Uniwersytecie Moskiewskim. Box set zawiera trzy płyty CD i DVD z animacjami autorstwa Petera Christophersona, stworzonymi do czterech utworów nie uwzględnionych na płytach CD.
Oryginalna edycja ANS była limitowana do 500 kopii, ale wydano reedycje, różniące się jedynie w niewielkim stopniu oprawą graficzną. Żaden z utworów nie jest zatytułowany. Informacja we wkładce albumu podaje, że autorami są Jhonn Balance solo, Jhonn Balance i Ossian Brown, Peter Christopherson solo, Thighpaulsandra solo, Ivan Pavlov solo oraz Jhonn Balance i Ivan Pavlov, ale bez wyszczególnienia, który z utworów jest czyim dziełem.

## Spis utworów

### "CD A"
1. 20:54
2. 25:38
3. 29:39

### "CD B"
1. 26:22
2. 30:18

### "CD C"
1. 28:04
2. 32:06

### "DVD"
1. 15:36
2. 10:10
3. 15:36
4. 20:55